# 張秀賢
張秀賢（英語：Tommy Cheung Sau-yin，1994年4月16日—），香港政治人物，為民主派前成員，曾任學民思潮發言人、立言香港召集人、香港中文大學學生會會長、代表會副主席、前香港專上學生聯會常委及元朗區議會元龍選區區議員；現已轉投建制派擔任香港基本法基金會企業傳訊經理及基本法學生中心成員。2024年7月，張被香港高等法院頒令破產。

## 背景
張秀賢1994年出生於香港，家人是民主派支持者，自小在屯門安定邨居住和長大。小時候是一名巴士迷，能背誦全港巴士路線、編號、起點和終點等。
張秀賢中學時期就讀順德聯誼總會梁銶琚中學，在學時加入了中樂團，懂得拉奏二胡和小提琴。於中三時協助老師譚凱邦助選，加入環保觸覺。他中學時已經就校政問題發聲，如反映學校飯堂膳食問題和爭取校內加裝閉路電視等議題與校長理論。張秀賢於2012年畢業於順德聯誼總會梁銶琚中學。大學時期就讀香港中文大學政治與行政學系。

## 政治參與

### 參與學民思潮
張秀賢曾於2012年中加入學民思潮，曾任該組織的發言人，約一年半後退出，其稱退出原因為參選中大學生會。
2023年2月，前香港眾志秘書長黃之鋒在獄中撰寫近二千字的文章談論此事，他指張秀賢在學民思潮2013年秋換屆投票的質詢環節時，被問及有否與「中間人」聯絡及被統戰收編等問題時含糊其詞、支吾以對，結果張連任失敗並退出組織。黃又指類似事件近年亦有跡可尋，例如2019年張競逐元朗區議會議席時曾尋求自稱「中間派」的袁彌昌支持。。

### 佔領中環
張秀賢因於2014年9月27及28日參與佔領中環行動而被控「煽惑他人作出公眾妨擾」及「煽惑他人煽惑公眾妨擾」罪，該案件於2019年4月9日在西九龍裁判法院進行裁決，张秀贤「煽惑他人犯公众妨扰罪」及「煽惑他人煽惑公众妨扰罪」罪名均成立，雖然相關罪行最高可判監7年，但張秀賢只被判200小時社會服務令。

### 調查圍標網絡
張秀賢於2017年中起，開始調查疑似圍標網絡，至2018年1月5日，他召開記者會，發現本港13屋苑網絡錯中複雜的企業網絡，形容有關組織構成了「政商黑」團標王國，涵蓋了業主立案法團、物業管理公司、清潔公司、保安公司及工程公司等，其中涉及工聯會與房協成員，希望引起社會關注。張秀賢又舉例指，涉及山景邨入標的多間公司竟然分享同一個辦公室，種種類似的狀況並不尋常，希望社會關注事件，將有關巨大圍標網絡連根拔起。工聯會其後發聲明，指對「無中生有的言論」表示遺憾。

### 2018年香港立法會選舉補選（新界東泛民初選）
2017年4月，張表示有意參與2018年香港立法會補選。同年12月4日，他宣布參與民主派初選，爭取成為民主派代表出選新界東地方選區補選。2018年1月9日，張秀賢聲稱收到內附刀片的恐嚇信，及同日深夜在大圍遇襲受傷。張秀賢遇襲後到醫院治理，其頭部有兩處腫起，右手不能屈曲。張秀賢引述警方估計，受擊可能與他近日活動，包括參與初選或調查圍標網路有關。同年1月15日，民主動力公佈「民主派初選」結果，范國威當選，郭永健第二，張秀賢在三名參與者中位列第三。他其后表示支持范國威。

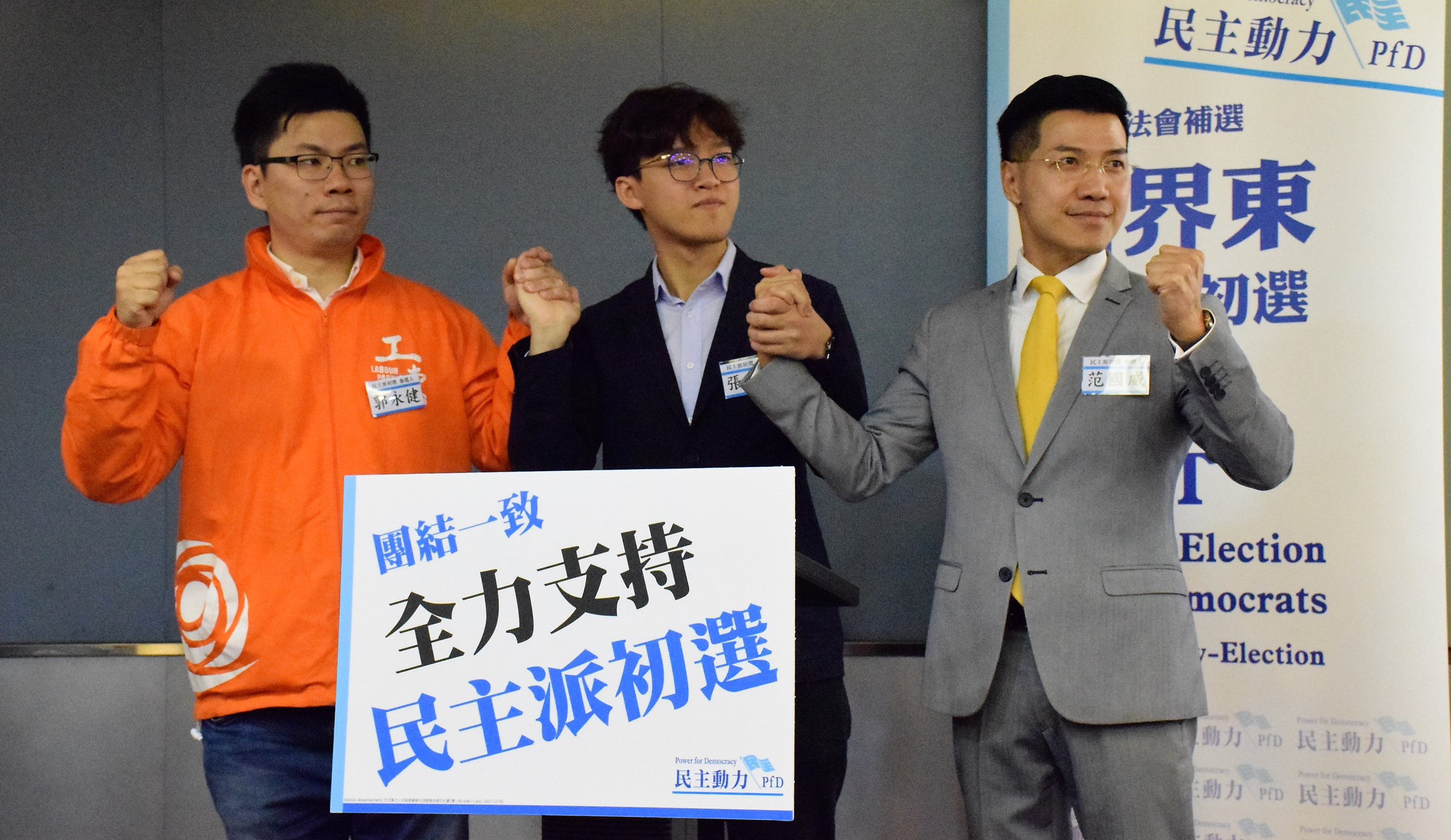
張秀賢（中）與另外兩名參選人：工黨主席郭永健及新同盟范國威參加民主派新界東初選

| 初選候選人 | 電話調查        | 實體投票          | 組織投票       | 總分    | 名次   |
| ---------- | --------------- | ----------------- | -------------- | ------- | ------ |
| 張秀賢     | 305票（20.14%） | 2,460票（18.08%） | 25票（21.74%） | 19.37分 | 第３名 |
| 范國威     | 923票（60.89%） | 8,089票（59.45%） | 34票（29.57%） | 57.12分 | 第1名  |
| 郭永健     | 287票（18.89%） | 3,058票（22.47%） | 56票（48.70%） | 23.51分 | 第2名  |

### 2019年香港區議會選舉
2019年香港區議會選舉，張秀賢選擇出戰元朗區議會元龍選區，挑戰被指在721元朗事件襲擊途人的時任區議會副主席王威信。
被確認提名之前，張被選舉主任作出有關政治立場的提問，其後張回覆信中說明了「光復香港，時代革命」的意思：「光復香港」就是將香港「光復」回舊日般面貌，市民可如往日般享受各種自由，重歸安居樂業的生活；「時代革命」就是指在這個時代必定要透過大型變革，才可使香港繼續向前和回復昔日的光輝。
在2019年11月24日的投票日，該區錄得76％的高投票率。結果張獲得3177票，以896票之差，成功擊敗得2281票的王氏，取得議席。
| 政党   | 政党   | 候选人    | 票数  | %     | ±      |
| ------ | ------ | --------- | ----- | ----- | ------ |
|        | 獨立   | ①. 張秀賢 | 3,177 | 58.13 | 不適用 |
|        | 獨立   | ②. 周樂寧 | 7     | 0.13  | 不適用 |
|        | 經民聯 | ③. 王威信 | 2,281 | 41.74 | -46.25 |
| 多数票 | 多数票 | 多数票    | 896   | 16.40 | 不適用 |

### 於香港逃犯條例爭議當中的參與
於2019年12月24日香港警民衝突期間，微博一度流傳一張照片，指張秀賢是「襲警墮樓」的人，圖中用了爭議性的字眼，如「佢」寫成「蚷」、「議員」寫成「己（已）完」，這些詞語日後更成為網絡詞語。其後張秀賢於Facebook貼文報平安，澄清事件。

### 跟進元朗襲擊事件
於2019年香港區議會選舉前，不同的民主派元朗區議員曾多次投票及動議，要求以不同形式跟進元朗襲擊事件，但於元朗區議會佔多數的親中派議員多次投下反對票或棄權票，結果動議均被否決。不過，於2019年選舉後，民主派取得元朗區議會多數議席，至2020年1月7日，元朗區議會召開特別會議，有議員動議成立工作小組徹查事件，調查警暴、濫捕、濫告。在席鄉事派全無投票，動議最終獲得大比數通過，並由張秀賢及伍健偉分別自動當選為小組正副主席。

### 批許冠傑演唱會不合時宜捱轟
2020年4月12日，對於「歌神」許冠傑舉行網上演唱會為香港抗疫打氣，張秀賢在社交網站批評許冠傑的歌曲已不合時宜，「而家聽許冠傑啲歌，真係不合時宜，係香港同香港人都變晒，冇得返去good old days」，引來大批網民批評斥責張秀賢「事事政治化」、「乜都要政治化，聽歌都要政治化」、「閣下嘅智商就真係不合時宜」。

### 指肝臟有小腫瘤辭任區議員
2021年10月21日下午，張秀賢在Facebook專頁指身體出現了相當大的問題，兩星期前進行腸和胃手術時，發現肝臟有小腫瘤，難以履行職務和對選民的承諾，遂宣布辭任元朗區議員。

### 疑加入建制組織並發表親共文章
2023年1月，張秀賢被其債主指控加入具建制背景的智庫；後據記者陳珏明調查，於建制派智庫組織「基本法學生中心」發現一名為「張秀賢」的會員，該會員同時於2022年年底在以葉國華為董事長的「香港中華文化發展聯合會」之刊物《文路》，發表文章《當行之路：二十大後的香港角色——中國的香港、世界的香港、香港人的香港》。作者於文中指出「香港是中國不可分離的部分，此句話不只是領土上的表述，而是歷史、情感上的陳述」、「香港此後更應肩負國家任務和使命，參與國家各項建設和重大政策，與國家同步同向，當好香港在中國歷史的應有、必然角色」、「香港需要更好回應習總書記和國家的期望，方應答好將來中國與全世界給香港特區，給香港一國兩制、港人治港的考卷，使中國人民以香港為傲，以一國兩制為傲」等。
專欄作家馮睎乾指，張秀賢最應該向公眾交代的是關於他是否已變節的問題，因為他是政治人物，政治立場沒理由秘而不宣。馮睎乾認為張秀賢應該交代，他和甘為中共當寫手的「基本法學生中心」「張秀賢」是否同一人。

## 個人爭議

### 財債糾紛
2023年1月，網絡傳出張秀賢債台高築的傳言，其被指以「選舉開支、應急周轉、自己撞車、家人撞車、母親做手術、自己做手術、家人有難、要去台灣發展水果事業......」等等為藉口，向身邊的不同人士借錢不還，當中包括以前做議員的義工、助理、街坊、中學舊同學、大學舊同學等，之後張不還錢，更過著買名牌、吃美食等奢華生活。被拖欠的債主橫跨左中右、黃藍綠、社運圈及不同界別，不少知名人士都表明自己是「苦主」，當中包括財經專欄作家渾水、漫畫家「阿塗」、Chickeeduck 創辦人周小龍、政治學者黃偉國等，總債務超過一百萬元，苦主們更成了一個名為「T苦主爐」（「T」意思應指張的英文名Tommy）的Telegram群組，至1月27日時該苦主群組已超80人。張秀賢回覆記者查詢時，稱此屬於私人事務，會私人再和其他人交代。
2023年1月25日，財經專欄作家渾水發文，指某位「社會知名人士、泛民政治人物」2017年開始向他借錢不還，借錢後的他有段短時間頗為高調，買車、買名牌、吃美食、和女友去外國旅行幾個月等，過著比債主還富足的物質生活，而且多次對他的訊息只讀不回。近月該欠債人向陌生人派的卡片是「基本法某研究中心」，更吹噓自己能夠搭路見行政會議召集人葉劉淑儀，相信已經變節。Chickeeduck 創辦人周小龍在渾水的帖文中回應，指其實所有人都知該名欠債拒還的人是張秀賢，開名會更好，可以使其他人小心，他並希望張秀賢可以改過自新，重新做人。事件曝光後，渾水指已接獲張的電話，但張態度惡劣，最終協商了長達六、七年的還款協議，每個月償還不足3000元，但他相信最終還清債務的機會不大。
已移居英國的政治學者黃偉國指，張秀賢以「母親入醫院」為藉口向他借錢，前後被拖欠債款26萬元；黃偉國更因此要向銀行借款。
已移居台灣的前香港電台主持及專欄作家曾志豪指，該前區議員亦曾以「生意周轉困難」為藉口問他借錢，雖然和他不太相熟，但該前區議員一開口便提出借10萬元，曾慶幸未有借出，但指出有人變賣社運光環「賣一次價值就用完」。
多名泛民主派的人士表示，張秀賢早在讀大學的時期已經經常問人借錢，最先向所屬本土派、學生組織及素人落手借款，少至幾千元也借，之後張的「借錢網絡」不斷擴張，向傳統政黨借，最後更向建制派陣營借款，很多人不清楚張的情況，基於同情人便借錢給他。有和政界無關的大學生偶然和他吃餐飯，張都會乘機以「投資生意」等藉口借錢。有苦主表示向張借錢至少100萬元，張的欠債總額估計至有四百萬至五百萬元。
新民黨主席、行政會議召集人葉劉淑儀回應事件時稱，只見過張秀賢大概兩次，和他不是太熟識，並不清楚他的個人事務。
2024年3月，前考評局通識教育科委員會主席賴得鐘向香港高等法院入稟申請張秀賢破產（案件編號 HCB1779/2024），並向他追討14萬元欠款及利息，案件排期於2024年6月18日下午3時審理。
2024年6月18日，張秀賢首度到庭應訊，他稱「反對呢個破產呈請」，並稱願意還錢，但雙方對還款方案未達成共識，「希望法庭畀啲時間我攞到共識。」聆案官考慮到張不同意破產呈請書內容，遂將案件「升級」，交給專責處理破產的法官處理，聆案官原本提出押後至6月24日，惟張稱下星期需前往新加坡工作及開會，未能應訊，聆案官最終批准押後至7月8日。散庭後，張步伐急促地前往升降機大堂，並頻頻打電話。其後張進入男廁，相隔數分鐘後，他離開男廁並進入後樓梯範圍，期間他向在場記者聲稱想在後樓梯打電話，質疑為何跟著他，接著重新返回男廁。數分鐘後，張才離開男廁，到升降機大堂等候升降機。張離開法院時，在場記者問他記不記得自己借了多少錢、現時有否工作和還款計劃，惟張說：「遲啲再回應。」之後匆匆登上的士離開。
案件在2024年7月8日再訊，張秀賢因缺席聆訊，法官裁定賴勝訴，並頒令張秀賢破產。陳官在7月15日頒下書面理由，指在臨近聆訊開始之前，張致電法庭書記聲稱生病而未能出庭應訊，可是張沒有提交任何相關醫療證明文件。判詞又指，區院早前裁定張須還款14萬元連利息和訟費，對張有法律效力，然而張未有遵照法庭判決還錢，符合《破產條例》第6A(1)(a)條對「無能力償付」的定義。雖然張在誓章中聲稱有意還錢，但是張遲遲未還，亦沒有能力還款。

## 代表作品
- 張秀賢（2022）：〈當行之路：二十大後的香港角色——中國的香港、世界的香港、香港人的香港〉，香港中華文化發展聯合會編：《文路》。[60]
- 張秀賢（編）（2013）：《90後，是咁的！》。香港：圓桌精英。 (ISBN 9789881684615)。（註：黃之鋒指出，此文集輯錄的文章，八成是來自學民思潮各成員所撰寫，然而此文集所得版稅卻由張秀賢獨得，惹來組織內非議。[61][62]）

## 外部連結
- 張秀賢的Facebook專頁
- 元朗區議會 - 元朗區議會議員資料 張秀賢先生（页面存档备份，存于）

| 議會席位      | 議會席位                                               | 議會席位 |
| ------------- | ------------------------------------------------------ | -------- |
| 前任： 王威信 | 元朗區議會 元龍選區區議員 2020年1月1日－2021年10月21日 | 空缺     |